# Maltraitance
 (octobre 2018).
- Si vous ne connaissez pas le sujet, laissez ce bandeau (vous pouvez alors contacter les auteurs).
- Si vous supprimez le contenu mis en cause (vous pouvez préalablement contacter les auteurs),

argumentez précisément cette suppression dans la page de discussion
(un manque de référence n'est pas un argument ; une recherche réelle de référence doit avoir été effectuée, être formellement documentée).
La maltraitance ou le maltraitement est un mauvais traitement (occasionnel, durable ou répété) infligé à une personne (ou un groupe) que l’on traite avec violence,, mépris, cruauté ou indignité. La maltraitance implique un rapport de pouvoir ou domination entre l'auteur et la victime,, qui est ainsi souvent dépendante et sans défense. Lié à l'abus de pouvoir, la maltraitance a fréquemment des conséquences durables sur la santé non seulement physiologique mais aussi psychique des victimes, dues au traumatisme moral.
De plus, les formes de maltraitance durant l'enfance que sont les coups et violences, l'excision, ou les viols, ont bien souvent des conséquences majeures sur le développement des enfants et adolescents telles qu'étudiées par Daniel Schechter et Erica Willheim, ce qui se traduit à l'âge adulte dans des propensions inégales au bonheur ou aux souffrances, voire dans la reproduction de comportements violents, sur d'autres, ou sur soi-même.

## Droit

### Définition

#### En France
La maltraitance est définie par l'article L. 119-1 du Code de l'action sociale et des familles (CASF) issu de l'article 23 de la loi n° 2022-140 du 7 février 2022 relative à la protection des enfants. Elle répond à la réunion de trois critères cumulatifs :
- la victime est une personne en situation de vulnérabilité,
- l'acte de maltraitance consiste dans tout geste, toute parole, toute action ou tout défaut d'action qui compromet ou porte atteinte :
  - à son développement,
  - à ses droits,
  - à ses besoins fondamentaux
  - ou à sa santé,
- alors que l'auteur et la victime sont dans une relation de confiance, de dépendance, de soin ou d'accompagnement.

Les situations de maltraitance peuvent être ponctuelles ou durables, intentionnelles ou non.
Leur origine peut être individuelle, collective ou institutionnelle.
Les violences et les négligences peuvent revêtir des formes multiples et associées au sein de ces situations.

### Évaluation de la gravité de la maltraitance
Pour mesurer la gravité des maltraitances, il est important d’analyser quelles peuvent être leurs conséquences. D'abord au niveau du groupe social ou familial dans lequel elles prennent place, les maltraitances peuvent jouer un rôle perturbateur majeur. Qu'un des membres du groupe en maltraite un autre avec la complicité tacite ou la passivité des autres membres entraîne toujours des sentiments lourds et ambivalents. La culpabilité s'y mêle avec le ressentiment à l'égard de l'agresseur comme de l'agressé à qui l'on peut reprocher de ne pas résister, voire d'avoir une relation spéciale avec son tortionnaire.
Ensuite, au niveau des individus, ces conséquences peuvent être de deux ordres : d'une part, des lésions et des atteintes physiques et, d'autre part, des réactions au niveau du psychisme. Par exemple, on observe souvent, chez les victimes, des sentiments d'impuissance et d'humiliation sans aucun rapport avec l'importance des atteintes corporelles. Mais dans d'autres cas, ces réactions sont ambivalentes et mêlent à la fois plaisir et souffrance. La complexité des modes d'intériorisation des situations de dépendance explique la grande variété des conséquences de la maltraitance :
- les violences physiques (coups, voire blessures exercées avec des armes) peuvent mettre les victimes dans des situations de prostration complète, mais elles peuvent aussi ne donner aucune suite si les personnes sont engagées dans un projet où elles visent à se dépasser ;
- les situations de privation (de nourriture, de soins, d'affection ou d'attention) peuvent conduire au désespoir et au refus de vivre mais, dans d'autres cas, elles peuvent ne pas entraîner de séquelles si une autorité a réussi à leur donner un sens ; la privation de ressources matérielles et d'argent pourra par exemple être ressentie comme des interdictions de jouir de l'existence ou, au contraire, pourra être comprise comme l'occasion inespérée de prouver au monde son élévation spirituelle ;
- les violences psychologiques auront des implications complètement différentes selon l'emprise de la personne maltraitante sur la victime : des insultes d'un supérieur hiérarchique ou d'un ascendant pourront s'imprimer durablement dans la conscience de la personne qui aura subi de telles paroles dévalorisantes, alors que le dénigrement et le refus de tendresse d'un conjoint ou d'un parent pourront être considéré dans un autre contexte comme des jeux ou des façons paradoxales de témoigner son intérêt ;
- les violences sexuelles (viol, agression et atteinte sexuelle, inceste), enfin, sont moins ambivalentes et conduisent le plus souvent à des sentiments d'humiliation, d'impuissance et de négation de soi pouvant aller jusqu'à la dépression et au suicide ; pourtant, dans certains cas, des femmes ont fait face à de telles expériences de maltraitance et les ont transformées en les considérant au niveau plus général de la situation du genre féminin (cf. King- Kong théorie de Virginie Despentes, par exemple, ou le livre d'Anne Delabre sur Clémentine Autain).

Pour analyser la gravité des maltraitances, il est nécessaire de distinguer les différentes formes qu’elles peuvent prendre selon l’âge des personnes concernées. Il faut d’abord montrer ci-dessous l’importance majeure qu’elles peuvent avoir sur le développement des enfants, et donc sur le bonheur ou la souffrance des adultes qu’ils vont devenir. Par ailleurs, dans d’autres pages de Wikipédia, sont analysées et détaillées 1° l’importance et la gravité de la maltraitance des enfants ainsi que les pistes pour les maîtriser et, 2° les différentes formes qui concernent la maltraitance des adultes : le bizutage dans les grandes écoles et dans l'armée, la maltraitance des conjointes et des conjoints, la souffrance des adultes handicapés maltraités, et la maltraitance des personnes âgées.
Une autre approche consiste à définir juridiquement ce qu’est un acte de maltraitance au sens de la loi n° 2002-2 du 2 janvier 2002 rénovant l’action sociale et médico-social. Dans cette approche proposée par l’avocat et chercheur Olivier Poinsot, il convient de distinguer les situations qui font naître une obligation de signalement au sens de l’article 434-3 du Code pénal (atteinte à l’intégrité physique ou morale de la personne) de celles dans lesquelles le non-respect d’un droit de la personne est caractérisé sans toutefois justifier la réalisation d’un signalement, voire des situations de non-qualité de l'accueil ou de l’accompagnement qui sont indépendantes de toute violation d’un droit,.

## Médecine

### Psychologie et psychanalyse

#### Mécanismes explicatifs
Selon le psychosociologue et psychanalyste Gérard Mendel, avoir intériorisé durant sa jeunesse des modèles de comportement violent incite à considérer comme normal de telles attitudes brutales à l'âge adulte. À partir d'une autre démarche, le psychanalyse Jacques Dayan aboutit à un constat similaire : « les actes de maltraitance peuvent provoquer un traumatisme psychique qui engendre un syndrome de répétition. […] les mécanismes de défense associés peuvent perdurer jusqu’à l’âge adulte et sont à l’origine de la fréquente répétition psychique, souvent partielle et parfois inconsciente mais qui n’entraîne pas forcément une répétition agie de la maltraitance ».
Alice Miller, chercheur sur l’enfance, suggère que la violence dans notre société, notamment les crimes, sont dus aux sévices et autres maltraitances subis dans l'enfance, toutefois que l'individu victime peut s'en sortir à l'aide d'un témoin secourable (lire l'œuvre d'Alice Miller afin d'en comprendre les contours et la portée) : « Les humiliations, les coups, les gifles, la tromperie, l’exploitation sexuelle, la moquerie, la négligence etc. sont des formes de maltraitances parce qu’ils blessent l’intégrité et la dignité de l’enfant, même si les effets ne sont pas visibles de suite. C’est à l’âge adulte que l’enfant maltraité jadis commencera à faire souffrir les autres. […] Les enfants battus apprennent très tôt la violence qu’ils utiliseront adultes en croyant à ce qu’on leur a dit : qu’ils ont mérité les punitions et qu’ils étaient battus « par amour ». Ils ne savent pas qu’en vérité la seule raison des punitions qu’ils ont subies était due au fait que leurs parents ont subi et appris la violence très tôt sans la remettre en cause. À leur tour, ils battent leurs enfants sans penser leur faire du mal ».

### Conséquences de la maltraitance

#### Observations sur larges cohortes
Selon les travaux que Georges Menahem (1992, 1994) a réalisés à partir de grandes enquêtes statistiques de l'Insee et de l'IRDES, les maltraitances connues durant l’enfance se traduisent dans des plus grandes fréquences à la fois des prises de risque et des troubles de santé à l’âge adulte.
- la séparation des parents a bien moins de conséquences négatives à l'âge adulte que la prolongation des situations de mésentente ou de conflit des parents qu'aurait eu à supporter l’enfant (67 % de plus de déclarations de maladies dans les cas de conflit parental sans séparation que dans les cas de séparation sans conflit, pour une liste de 28 maladies chroniques et pour des proportions comparables d'âge et de sexe)
- le grave manque affectif ou l’absence des parents supérieure à un an sont associées avec des prises de risque plus fréquentes et avec des dégradations plus probables de la santé (respectivement 49 % et 36 % de plus de maladies chroniques que la moyenne de la population)
- la maladie grave ou le handicap du père ou de la mère que l'enfant aurait dû supporter durant sa jeunesse correspond aussi avec des aggravations notables des risques d'accidents et de maladie (respectivement 26 % et 23 % davantage de maladies chroniques que la moyenne)

De même, des enquêtes portant sur les victimes de graves accidents de moto ou d'auto ont montré qu'ils avaient été l'objet de brutalités et de maltraitance au cours de leur enfance. (Voir notamment les études et le livre du docteur Jacqueline Cornet, les livres de Alice Miller ou les études sur le risque et l'accident de Anne Tursz).
D'autres exemples concernent la vulnérabilité aux situations d'exclusion sociale, sujet sur lequel de nombreuses enquêtes ont été conduites en France, aux États-Unis et au Royaume-Uni :
- Les travaux de Jean-Marie Firdion et Maryse Marpsat (2000) montrent très clairement que le risque de s'engager dans une trajectoire de SDF est fortement accru par le fait d'avoir vécu des graves problèmes familiaux (mésentente ou violence des parents) durant sa jeunesse.
- Ces résultats sont confirmés également par les enquêtes de Maryse Esterle-Hedibel (1997) pour les itinéraires des jeunes s'engageant dans des bandes aux comportements violents.
- Les études de l'IRDES sur les personnes recourant aux services de soins gratuits montrent, par exemple, les liens entre maltraitance durant l'enfance, propension à se retrouver dans des situations précaires et plus forte fréquence des prises de risque en matière de santé[15].
- les travaux de Serge Paugam (2005) en ce qui concerne d'autres trajectoires en rupture vont dans le même sens, en particulier l'étude de la cohorte dite [SIRS][16] qui s'appuie sur une enquête conduite en Île-de-France dans cinq Zones urbaines sensibles (ZUS) avec le soutien de l’Observatoire national de la pauvreté et de l'exclusion sociale, de l’Ined et de l’Inserm.

#### Reproduction de la maltraitance?
La maltraitance tend ainsi à se reproduire de génération en génération, bien que l'ampleur du phénomène soit débattue : certaines études menées en France et au Canada tendraient à montrer que seule une faible part des victimes d'une maltraitance pendant l'enfance soit elle-même devenue maltraitante, un point de vue non partagé par d'autres chercheurs qui estiment que ces études ne prennent en compte qu'une partie de la violence (la violence dite reconnue). Certaines recherches montrent que seules les maltraitances reconnues par la société échappent à cette reproduction et l'on reproche à ces études de ne tenir compte que des maltraitances reconnues et visibles. Dans le cas contraire, si l'on tient compte de toutes les formes de maltraitances, ce serait plutôt 9 parents sur 10 qui reproduisent ce qu'ils ont subi : « Même si on admet, ce qui est vrai, que toutes les victimes ne deviennent pas bourreaux, il faut bien admettre, avec Alice Miller, que « tous les bourreaux ont été victimes » d'une manière ou d'une autre. Or, si vos pourcentages étaient vrais, il y a beau temps que toute maltraitance et tout abus sexuel auraient disparu de la surface de la terre car en admettant que 10 % des enfants abusés répètent (10 % pour faciliter la démonstration), il n'y en aurait plus que 1 % à la génération suivante, puis 0,01 %, puis 0,0001, et rapidement, plus personne. Et avec 5 ou 7 % la disparition serait encore plus rapide ! Mais d'où sortent alors tous les pédophiles et les parents incestueux ? » - « on parle beaucoup actuellement de résilience. Ce mot, remis à la mode il y a quelques années, désigne le fait qu'un bon nombre d'enfants maltraités s'en sortent bien et ne reproduisent pas sur leurs propres enfants ce qu'ils ont eux-mêmes subi. […] Ceux qui tiennent ce discours, y compris Boris Cyrulnik, généralisent en fait à la violence éducative ce qui n'est vrai que de la maltraitance reconnue comme telle. La violence aux enfants est comme un iceberg. Sa partie émergée, c'est la maltraitance reconnue, montrée du doigt, dénoncée aux services sociaux et à la justice. Mais cette maltraitance n'est qu'une petite partie (le sommet de l'iceberg) de la violence faite aux enfants. Les neuf autres dixièmes de l'iceberg, c'est la violence éducative ordinaire qui, elle, est parfaitement admise, tolérée, voire conseillée », par Olivier Maurel « Mais nous qui nous intéressons aux problèmes de la violence éducative, nous parlons tout à fait d'autre chose. Nous parlons des 90 % de la population mondiale qui ont subi une folie « éducative » sans se rendre compte qu'il s'agissait de traumatismes graves. Les victimes de ce genre de violence ne peuvent pas compter sur l'empathie de la société, parce que toute la société nie leur souffrance, comme elle nie la sienne. Ce traumatisme n'a pas de tribunaux, pas de témoins lucides, pas de compassion, alors pas de résilience non plus. Ce qui se produit habituellement, c'est la répétition transgénérationnelle ».

## Épidémiologie
La maltraitance est un phénomène universel qui semble toucher toutes les sociétés.

### En Inde
En Inde, selon une enquête réalisée dans les années 2005 et 2006 auprès de 12 447 enfants (de 5 à 12 ans) et de 2 324 jeunes adultes, 54 % des enfants seraient victimes de maltraitance et un nombre aussi important concernerait les femmes, dont une sur six serait violée, assassinée, envoyée à l'asile ou battue à mort. Cette situation a incité la Ministre indienne de la femme et du développement de l'enfant, Renuka Chowdhury, à faire écrire et voter en septembre 2005 une loi révolutionnaire pour ce pays, la Domestic Violence Bill réprimant les violences faites aux femmes et leur donnant le droit de quitter leur logement en cas de maltraitance.

### Au Canada
Au Canada, selon une enquête nationale sur l'agression contre la conjointe, 51 % des Canadiennes ont déclaré avoir vécu au moins un cas de violence physique ou sexuelle. En 1993, parmi les conjointes, 29 % des Canadiennes ont déclaré avoir subi une agression physique ou sexuelle de la part de leur conjoint. Et ce phénomène semble avoir des risques importants de se reproduire encore longtemps, puisque les hommes violents ont appris à concevoir leur violence comme normale dans leur enfance : ils ont été en effet trois fois plus souvent les témoins de violence entre leurs parents que les hommes non violents. Les efforts des gouvernements canadiens et québécois pour informer et lutter contre ce phénomène essayent d'infléchir quelque peu ce processus dévastateur pour les habitants.

### En France
La maltraitance sur mineur serait à l'origine de deux morts par jour.
Selon l'Enquête nationale sur les violences envers les femmes en France, une femme sur dix a déclaré avoir été victime de violence au sein de son couple. En 2003 et 2004, 211 personnes sont décédées en France de violences conjugales, à peu près 4 femmes pour un homme : très précisément 163 femmes victimes d'un homme et une d'une femme, 46 hommes victimes d'une femme et un d'un homme. Selon les mêmes sources, dans plus d'un cas sur deux, la mort violente surviendrait dans un contexte de dispute, et dans un cas sur trois, l'alcool serait impliqué.
Il y a aussi une maltraitance de tous les jours, aux conséquences usantes, même si elle est moins définitive, qui s'exerce contre les femmes, dans la rue ou dans les espaces publics. Toujours selon l'enquête ENVEFF, « dans la rue, les transports en commun ou les lieux publics, l'agression la plus fréquente est l'insulte ou la menace verbale. 13 % des femmes interrogées disent en avoir été victimes au cours de l'année. Pour plus de la moitié d'entre elles, cet affront s'est répété. Dans 25 % des cas, les femmes connaissent la personne qui a proféré l'insulte. Connus ou non, les trois quarts des auteurs sont des hommes ».
Dans le domaine des placements en institution spécialisée, les résultats des études administratives et sociologiques donnent en France des chiffres contradictoires. Du côté administratif, les institutions de la DASS (Direction de l'action sanitaire et sociale) minimisent fortement l'importance des maltraitances. Selon elle, il n'y aurait eu que 209 signalements de maltraitance reçus pour l'année 2002 dans les établissements sociaux et médico-sociaux. Plus de la moitié des situations signalées (53 %) se seraient déroulées dans des établissements accueillant des mineurs. À peu près la moitié concernent des établissements pour enfants handicapés, 34 % des signalements concernent des adultes handicapés, et 13 % des personnes âgées. Enfin, les établissements concernés ont, pour 80 % d'entre eux, un statut d'établissement privé.
Si le personnel se trouve à l'origine du signalement dans 45 % des cas, la victime ou sa famille le sont dans 43 %. Dans les 12 % restants, l'information provient d'un tiers extérieur, stagiaire, professionnel exerçant une activité libérale. Les violences les plus fréquemment signalées sont les violences sexuelles, à hauteur de 48 %, dont un tiers de viols, les violences physiques ne comptant que pour 21 % et les négligences graves ne représentant que 8 %. Mais dans 7 % des cas, violences sexuelles et physiques se cumulent. Parmi les adultes, deux fois sur trois, la victime est une femme. Alors que quand les victimes sont mineures, on dénombre deux fois plus de garçons que de filles.
Du côté sociologique, il faut remarquer que les formes de maltraitance institutionnalisées sont beaucoup plus générales et subtiles, comme le notait le sociologue Erving Goffman au terme d'une enquête dans des asiles psychiatriques : l'individu qui arrive dans une institution carcérale est dès son arrivée « immédiatement dépouillé du soutien que lui assuraient [son environnement domestique], en même temps que commence pour lui… une série d'humiliations, de dégradations, de mortifications et de profanations de sa personnalité ». De nombreux travaux scientifiques permettent d'y voir plus clair sur les limites des « chiffres officiels » de la délinquance et leurs compléments nécessaires par les enquêtes de victimation. Dans cette mesure, nous pouvons penser que les décomptes des signalements de maltraitance par l'administration sont très fortement sous-estimés parce que la plupart des mortifications sont considérés comme si normales qu'elles ne sont même pas perçues.
C'est un peu ce phénomène auquel fait allusion le Livre blanc de l'Unapei lorsqu'il déclare : « Le handicap constitue en soi un facteur de risque de maltraitance. Par ailleurs, de façon générique, on peut également avancer que toute institution est potentiellement maltraitante, ne serait-ce que parce que la vie en collectivité limite souvent l'expression de la singularité de chaque personne accueillie ». Un directeur de CAT (Centre d'aide par le travail) précisait : « Nous sommes confrontés par exemple à des cas de méchanceté chronique d'une personne vis-à-vis de plus jeunes. […] nous sommes un peu gênés parce que, même si nous demandons une orientation et que nous l'obtenons, la procédure est tellement longue et difficile que nous ne pouvons pas régler immédiatement les cas de maltraitance de ce type ». De même, M. Pascal Vivet, éducateur spécialisé, insiste dans ce même rapport au Sénat sur la difficulté à obtenir des statistiques sérieuses sur la maltraitance des personnes handicapées, notamment en ce qui concerne la maltraitance « en creux » : « le domaine des violences psychologiques, que j'ai appelé violences en creux, reste très difficile à cerner. Autant il est possible de déterminer, par un contrôle médical adéquat, les violences « en bosse », autant pour ce qui relève du domaine de l'insuffisance, et qui représente selon moi près de 40 % des violences commises sur les personnes handicapées dans les institutions, nous éprouvons de grandes difficultés à incriminer qui que ce soit ». En conclusion, une responsable de la DASS fait remarquer que « les données qui nous sont transmises restent très faibles ». Force est de souligner, selon elle, « l'insignifiance de ces données. Assurément, le nombre extrêmement faible de signalements constitue le meilleur aveu de la sous-estimation, en France, de la maltraitance envers les personnes handicapées accueillies en établissements. Ils pourraient paraître signifier que rien ne s'est passé dans des milliers d'établissements répartis sur des dizaines de départements, ce qui, eu égard à la population visée, est tout simplement inconcevable ! ».

## Maltraitance animale

### Juridique

#### Mauvais traitement
La loi[Laquelle ?][Où ?] interdit d'infliger des mauvais traitements envers tout type d'animal.
- Alimentation

Un animal de compagnie doit avoir à sa disposition, de la nourriture équilibrée et en quantité suffisante pour le maintenir en bonne santé, ainsi de l'eau fraîche renouvelée et protégée du gel dans un récipient maintenu propre.
- Soins

En cas de blessure ou de maladie de l'animal, le propriétaire doit lui assurer les soins nécessaires à son rétablissement.
- Abri

Un animal de compagnie ne doit pas être enfermé dans un local sans aération, sans lumière, insuffisamment chauffé et dans des conditions incompatibles avec ses nécessités physiologiques. Un espace suffisant et un abri contre les intempéries doivent être prévus pour l'animal laissé à l'extérieur.
- Attache

Un animal tenu attaché doit porter un collier et une chaîne proportionnés à sa taille et à sa force ,qui ne soit pas trop lourd, et qui n'entrave pas ses mouvements. La chaîne doit assurer la sécurité de l'attache pour les visiteurs éventuels, doit aussi coulisser sur un câble horizontal ou être fixée selon un dispositif empêchant l'enroulement ou l'immobilisation de l'animal, et pour finir doit être d'une longueur minimale de 2,5 mètres pour une chaîne coulissante ou de 3 mètres pour les chaînes insérées à tout autre dispositif d'attache. Les colliers de force ou étrangleur sont interdits.
- Transport

Aucun animal ne doit être enfermé dans un coffre de voiture ne disposant pas d'un système d'aération. Si l'animal reste dans un véhicule à l'arrêt, toute disposition doit être prise pour que l'animal ait assez d'air. Le véhicule doit être stationné à l'ombre.

#### Abandon
La loi interdit l'abandon de son animal domestique.
L'abandon est considéré comme un acte de maltraitance, puni par loi, qui concerne chaque année des milliers animaux de compagnie. La lutte contre ce fléau et ses causes est au cœur de la stratégie française pour le bien-être animal.
Problèmes financiers, déménagements… Différents événements de la vie motivent les abandons d'animaux de compagnie. Il est important que les futurs propriétaires prennent conscience que l'acquisition d'un animal de compagnie doit être un choix réfléchi, car il représente un engagement sur plusieurs années. Une telle réflexion en amont permettrait de limiter le nombre d'abandons annuels. L'un des problèmes majeurs se pose à l'arrivée des vacances scolaires où certains propriétaires ne savent pas comment faire garder leur animal. Pourtant, de nombreuses solutions existent.

#### Sévices graves et actes de cruauté
La loi interdit les sévices graves, ou de nature sexuelle, ou de commettre un acte de cruauté envers tout type d'animal.

#### Atteintes à la vie ou à l'intégrité de l'animal
La loi interdit de blesser un animal ou entraîner sa mort, par volonté, maladresse, imprudence, inattention, négligence ou manquement à une obligation de sécurité ou de prudence réglementaire.